# Šar-kali-šarri
Šar-kali-šarri, Schar-kali-scharri (auch Sar-kali-sarri) war ein König im Reich von Akkad. Er regierte von 2218 bis 2193 v. Chr. (mittlere Chronologie) bzw. 2154 bis 2129 v. Chr. (kurze Chronologie) als Nachfolger seines Vaters Naram-Sin.
Vor Regierungsantritt wurde er schon von Naram-Sin mit Verwaltungsaufgaben in Nippur betraut.

## Geschichte
Im ersten Regierungsjahr setzte Šar-kali-šarri die Arbeiten am Ekur-Tempel des Enlil in Nippur fort. In einer späteren Jahresinschrift nennt er sich selbst „Gründer des Tempels“. Da die Arbeiten vom Militärgouverneur Puzur-Aštar beaufsichtigt wurden, wird deutlich, dass neben den rein militärischen Aufgaben auch zivile Projekte durchaus in den Zuständigkeitsbereich fielen.
Während seiner Herrschaftszeit führte er eine Expedition in das Quellgebiet des Euphrat und Tigris und in das Amanus-Gebirge durch, um das wertvolle Zedernholz für den Bau des Ischtar- und Enlil-Tempels zu verwenden.
Je länger er regierte, desto größere Schwierigkeiten boten sich seiner Herrschaft und desto instabiler wurde das Reich von Akkad. In einer Inschrift wird eine Rebellion der vier Weltgegenden erwähnt, in deren Verlauf er im Gebirge Basar erst die Amurriter besiegt, um dann bei der Stadt Akšak eine elamische Koalition zu schlagen.
Am Ende seiner Regierungszeit drangen die Gutäer immer weiter in die mesopotamische Tiefebene vor und bedrohten das Land mit diversen Viehdiebstählen und Kämpfen. Die Schwierigkeit eines erfolgreichen Widerstandes gegen die Gutäer bestand in deren Guerillataktik. Mit schnellen und kurzzeitigen Angriffen wurden Ortschaften geplündert und zerstört. Ehe die Truppen von Šar-kali-šarri ankamen, hatten sich die Gutäer wieder in das Bergland geflüchtet.
In Sumer erwuchsen ebenfalls Probleme, da in Lagasch, Ur und anderen Orten die lokalen Fürsten nach Unabhängigkeit strebten. Lokale Dispute konnten nun nicht mehr geschlichtet werden.
Offensichtlich wurde Šar-kali-šarri bei einer Palastrevolution getötet. Einhergehend mit seinem Tod folgte der endgültige, anomische Verfall des Reichs von Akkad. Der Eintrag in der sumerischen Königsliste beschreibt das Ende mit den Worten Wer war König – Wer war nicht König.
Seine Nachfolger sind bis heute historisch kaum fassbar.